# Шінджю
Шінджю (心中) - японський термін для позначення подвійного суїциду. Використовується у повсякденній мові для позначення будь-якого групового самогубства двох або більше осіб, пов'язаних коханням, як правило, закоханих, батьків і дітей, і навіть цілих родин. Подвійне самогубство без згоди називається мурі-сінджю (無理心中) і вважається різновидом вбивства-самогубства.
Закохані, які вчинили подвійне самогубство, вірили, що вони знову об'єднаються на небесах, що підтримувалося феодальним вченням Японії періоду Едо, яке вчило, що зв'язок між двома закоханими продовжується і в потойбічному світі, а також вченням Буддизму Чистої Землі, в якому вважається, що через подвійне самогубство можна наблизитися до переродження в Чистій Землі

## Етимологія
Слово сінджю утворене ієрогліфами "розум/серце" (心) та "центр/всередині" (中). У цьому вживанні воно буквально означає "серце всередині" або "єдність сердець", що, ймовірно, відображає психологічний зв'язок між учасниками.

## У масовій культурі
У японській театральній та літературній традиції подвійні самогубства - це одночасні самогубства двох закоханих, чиї особисті почуття (人情, ninjō) або любов одне до одного суперечать ґірі, соціальним конвенціям або сімейним зобов'язанням. Подвійні самогубства були досить поширеними в Японії протягом всієї історії, і подвійне самогубство є важливою темою репертуару театру ляльок. Трагічна розв'язка зазвичай відома глядачам і їй передує мічіюкі - невелика поетична подорож, де закохані згадують найщасливіші моменти свого життя і свої спроби кохати одне одного.
Цей термін відіграє центральну роль у таких творах, як "Shinjū Ten no Amijima" ("Любовні самогубства в Аміджімі"), написаний трагіком сімнадцятого століття Тікамацу Мондзаемоном для лялькового театру бунраку. Пізніше вона буде екранізована у 1969 році під назвою "Подвійне самогубство" (Double Suicide) англійською мовою у модерністській адаптації режисера Масахіро Сінода, з музикою Тору Такеміцу.
У передмові до книги Дональда Кіна "Бунраку" письменник Дзюньїтіро Танідзакі  скаржився на занадто довгі кінцівки, які часто зустрічаються у п'єсах про подвійне самогубство. У своєму романі "Дехто віддає перевагу кропиві" він пародіює поняття сіндзю і дає йому соціальне та чуттєве подвійне самогубство без чіткого фіналу.